# شاهدخت یاسننکا و کفاش پرنده
شاهدخت یاسننکا و کفاش پرنده (چکی: O princezně Jasněnce a létajícím ševci) یک فیلم در ژانر کودکان است که در سال ۱۹۸۷ منتشر شد. از بازیگران آن می‌توان به هلنا روژیچکووا، میخائلا کوکلووا و آنتونیه هگرلیکووا اشاره کرد.
کارگردان زدنیک تروشکا چندین فیلم افسانه‌ای ساخت که اغلب از الگوهایی پیروی می‌کردند که در آن یک مرد جوان از منطقه‌ای روستایی عازم سفری می‌شود تا عشقِ واقعی را بیابد و دشمنان فاسد را شکست دهد. دیگر فیلم‌های او در همین سبک شامل «زیباترین معما»، «شاهزاده‌خانم آسیاب» و دنبالهٔ آن هستند. برای این فیلم تروشکا و فیلم‌نامه‌نویس کارل استایگروالد، داستانی افسانه‌ای از یان دردا نویسنده چک و عضو حزب کمونیست چکسلواکی را اقتباس کردند.